# Rheinland-pfälzische Fujian-Gesellschaft
Die Rheinland-pfälzische Fujian-Gesellschaft (chinesisch 萊福協會 / 莱福协会, Pinyin Lái-Fú Xiéhuì) wurde 2004 im Ostasieninstitut der Fachhochschule Ludwigshafen gegründet und ist ein gemeinnütziger Verein mit öffentlichen und privaten Kontakten zwischen dem deutschen Bundesland Rheinland-Pfalz und der chinesischen Provinz Fujian.
Als Zentrum und Anlaufstelle für gemeinsame Projekte gibt es eine „Rheinland-Pfalz Akademie“ an der Fuzhou-Universität in der Provinzhauptstadt Fuzhou und eine umfangreiche Bibliothek mit deutschsprachigen Publikationen.
Seit dem Wintersemester 2005 wird von einer deutschen Lehrkraft an der Fuzhou-Universität Deutschunterricht erteilt. Dessen Ziel ist es, die Studierenden zum Bestehen des Tests Deutsch als Fremdsprache (TestDaF) zu führen.

## Aufgaben
Aufgaben der Gesellschaft sind:
1. Veranstaltung von Foren für Wirtschaft, Wissenschaft und Technologie
2. Unterstützung der Fuzhou-Universität beim Aufbau einer deutschen Fakultät
3. Modernisierung der chinesischen beruflichen Ausbildung nach deutschem Modell
4. Hilfestellung bei der Errichtung eines gemeinsamen Forschungszentrums für Automobil- und Umwelttechnik

## Publikationen
- Siegfried Englert: Quanzhou – Versuch einer Annäherung. Plöger Medien, Annweiler 2012, ISBN 978-3-89857-269-9 (Werktitel im Ostasieninstitut der Hochschule Ludwigshafen am Rhein, Deutsche Digitale Bibliothek, RSSing.com).
- Siegfried Englert, Yi Dai (戴毅), Josef Först: Die Provinz Fujian in der VR China. Eine Einführung in das Partnerland von Rheinland-Pfalz. Plöger Medien, Annweiler 2013, ISBN 978-3-89857-289-7 (Werktitel im Ostasieninstitut der Hochschule Ludwigshafen am Rhein, Deutsche Digitale Bibliothek, ZVAB – Zentrales Verzeichnis Antiquarischer Bücher).